# Ednilo Gomes de Soárez
Ednilo Gomes de Soárez (Fortaleza), é um administrador, educador e escritor brasileiro, membro da Academia Cearense de Letras e do Instituto do Ceará.

## Biografia
Filho de Edilson Brasil Soarez e Nila Gomes de Soárez. Casado com Fani Weinschenker de Soárez. Pai de Elena e Eliana Soárez e Avô de Lorenço, Lorena e Carolina.
Tem os seguintes cursos de formação: ciências náuticas pela Escola Naval em 1961, fez graduação em administração de empresas pela Universidade do Brasil, atual UFRJ em 1967, fez estudos de pós-graduação em psicologia educacional na Universidade de Fortaleza em 1995.
Tem atuação como diretor acadêmico do Colégio 7 de Setembro, fundador e diretor acadêmico da FA7- Faculdade 7 de Setembro além de Cônsul do Chile no Ceará.

## Obra
Autor dos seguintes livros: 
- Edilson Brasil Soárez – Um Marco na Educação do Ceará, (1975),
- Propostas Para Uma Sala de Aula Feliz, (1995),
- A Brisa do Mar, (2006),
- Miscigenação nos Trópicos, (2006),
- Ramalho Ortigão, um Marco na Literatura Portuguesa, (2008),
- A Beleza da Ilíada,
- Náufragos do Porto,[5]

## Distinções
Participação em Instituições Culturais: 
- Academia Fortalezense de Letras, Titular da Cadeira nº 7, desde 2003 - Ex-Presidente Biênio 2006-2008
- Membro Efetivo e Tesoureiro do Instituto do Ceará (Histórico, Geográfico e Antropológico) desde 2006,[6]
- Titular da Cadeira no. 12 da Academia Cearense de Retórica desde 2005
- Sócio da Associação Brasileira dos Bibliófilos desde 2007
- Sócio nº 3890 Da UBE – União Brasileira dos Escritores desde 2008
- Membro da Academia Cearense de Letras - cadeira nº 10,[7]
- Membro da Academia Cearense de Literatura e Jornalismo desde 2015,[8]

## Homenagens
Homenagens Recebidas:
- Mérito Cultural da Academia Cearense de Letras – 1999,
- Honra ao Mérito – Associação Brasileira de Jornalistas e Escritoras do Brasil – 2000,
- Mérito Cívico – Liga da Defesa Nacional – 2000,
- Sócio Benemérito do Instituto do Ceará – 2006,
- Medalha do Pacificador do Exército Brasileiro – 2006,
- Rede Brasileira de Escritoras – 2008,
- Comenda Edílson Brasil Soárez (Destaque Educacional) do SINEPE – Sindicato dos Estabelecimentos Particulares do Estado do Ceará em 2010,
- Medalha do Mérito Cultural Hélio Melo entregue pela Academia Cearense da Língua Portuguesa em 2017,[9]